# George Dance

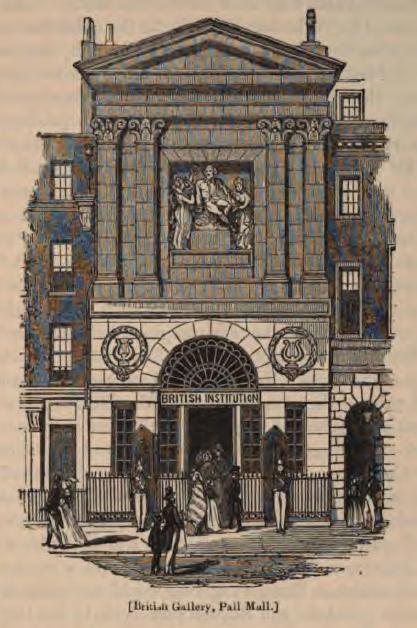
Shakespeare Gallery (1788)

George Dance detto il Giovane (1741 – Londra, 1825) è stato un architetto inglese.

## Biografia
Fu uno degli architetti di maggior rilievo del neoclassicismo inglese, figlio di 
George Dance senior, architetto della Mansion House a Londra.
Dopo un lungo soggiorno formativo, intrapreso con il fratello pittore, in Italia, ed in particolare a Roma dove conobbe Piranesi,  ritornò a Londra, subentrando dopo la morte del padre come architetto della municipalità di Londra, iniziando anche se molto giovane, una fortunata carriera e maturando un linguaggio neoclassico vicino a quello di Ledoux come dimostra il progetto della massiccia prigione di Newgate (1770-80), non più esistente. Lavorò prevalentemente a Londra dove progettò numerosi edifici, alcuni dei quali oggi non più esistenti. 
Negli ultimi anni il suo stile si avvicinò al neogreco.
Fu membro fondatore della Royal Academy nel 1768, insegnante di Architettura dal 1798 al 1805 e maestro di John Soane.
Fu sepolto nella cattedrale di San Paolo.
Dance è noto anche per la serie composta di disegni che ritraggono di profilo numerosi amici e contemporanei tra il 1793 e il 1810.

## Opere
- Chiesa di All Hallows (1765-1767);
- Prigione di Newgate (1770-80);
- Blackfriars Bridge, demolito e sostituito con l'attuale nel 1869;
- Council Chamber nella Guildhall (1777);
- Shakespeare Gallery (1788), demolita nel 1868;
- Ashburnham Place;
- Stratton Park;
- Royal College of Surgeons;
- St Luke's Hospital per malati mentali;
- Biblioteca di casa Lansdowne (1792).